# غوستاف ماير (موسيقي)
غوستاف ماير هو موسيقي سويسري، ولد في 13 أغسطس 1929 في سويسرا، وتوفي في 26 مايو 2016 في آن آربر في الولايات المتحدة.

## وصلات خارجية
- غوستاف ماير على موقع ميوزك برينز (الإنجليزية)
- غوستاف ماير على موقع ديسكوغز (الإنجليزية)